# Домініканський песо
Домініканський песо (ісп. Peso dominicano) — грошова одиниця Домініканської Республіки. Один песо дорівнює 100 сентаво.
У грошовому обігу знаходяться банкноти номіналом у 2000, 1000, 500, 200, 100, 50 песо і монети в 25, 10, 5, 1 песо.
Також у Домініканській Республіці старі срібні монети до 1961 року випуску досі іноді використовують як гирьки при зважуванні. Оскільки щоб уникнути непорозумінь, на монетах наприклад в 10 сентаво поруч з номіналом знаходиться напис «2 1/2» грама.

## Історія
Вперше домініканський песо було введено одночасно з проголошенням незалежності країни від Гаїті в 1844 році. Воно замінило гаїтянський гурд за номіналом і було розділене на 8 реалів. У 1877 році розмінною грошовою одиницею песо стало сентаво в співвідношенні 1 песо = 100 сентаво. У 1891 році була введена нова валюта — домініканський франк, яка, однак, не замінила песо, а була в обігу одночасно з ним.
Домініканський франк був введений з метою входження країни в Латинський монетний союз, але вже в 1897 році був скасований. У 1905 році Домінікана потрапила під фінансову залежність від США, і песо був замінений доларом США в співвідношенні 1 долар = 5 песо. Песо був введений знову в 1937 році та перебував в обігу нарівні з доларом США до 1947 року, після чого обіг долара було припинено. Сучасна монета в 1 песо була випущена в 1991 році, а 5 песо — в 1997 році. У 2005 році в обігу з'явилися монети номіналами в 10 та 25 песо. Монети номіналом в 50, 25, 10, 5 і 1 сентаво через інфляцію з 2000 року було вилучено з обігу.

## Монети
В даний час в обігу знаходяться монети номіналом 1, 5, 10, 25 песо. Сучасна монета в 1 песо була випущена в 1991 році, в 5 песо — в 1997 році. У 2005 році з'явилися монети номіналами 10 і 25 песо. Що знаходилися в обігу монети в 50, 25, 10, 5 і 1 сентаво з інфляцію з 2000 року вилучено з обігу.

## Банкноти
З 1937 по 1947 рік у зверненні перебували тільки банкноти долара США, песо був представлений монетами. У 1947 почався випуск банкнот номіналами 1, 5, 10, 20, 50, 500 і 1000 песо, які були віддруковані приватною американською компанією American Bank Note Company. У 2005 році банкноти 10 і 20 песо були замінені монетами номіналом 10 і 25 песо. В даний час в обігу знаходяться банкноти номіналів 50, 100, 200, 500, 1000 і 2000 песо. Банкнота 20 песо є полімерної [2]. У 2014 році почалося оновлення дизайну всіх банкнот з метою захисту від підробок.

## Галерея

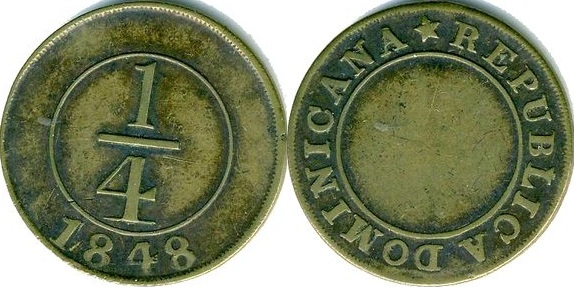
1848, чверть реала
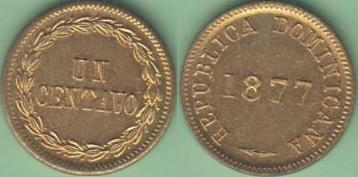
1877, 1 сентаво
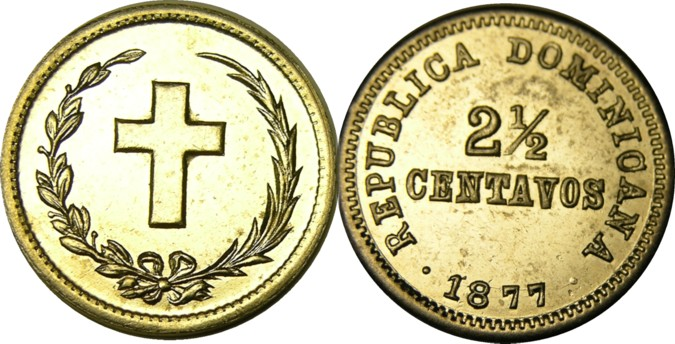
1877, 2.5 сентаво
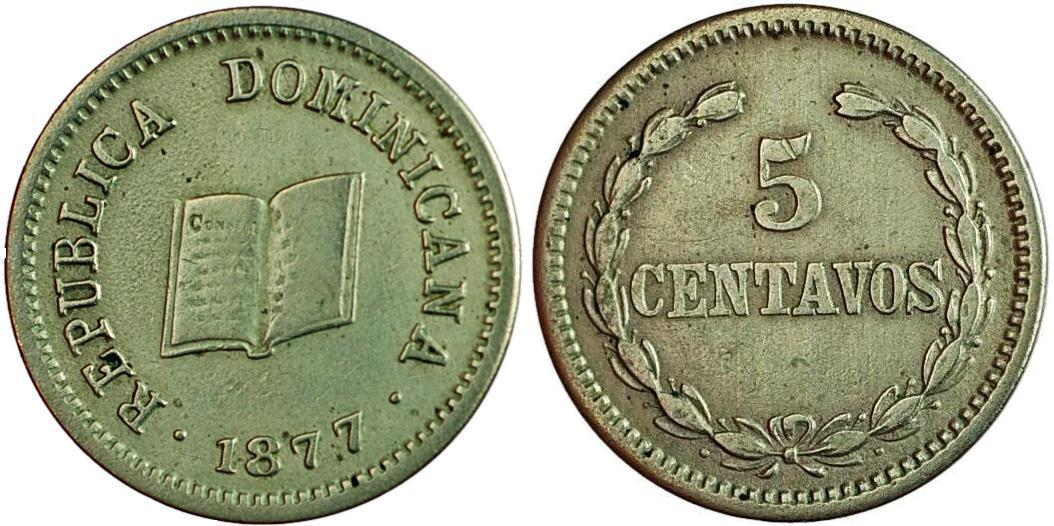
1877, 5 сентаво
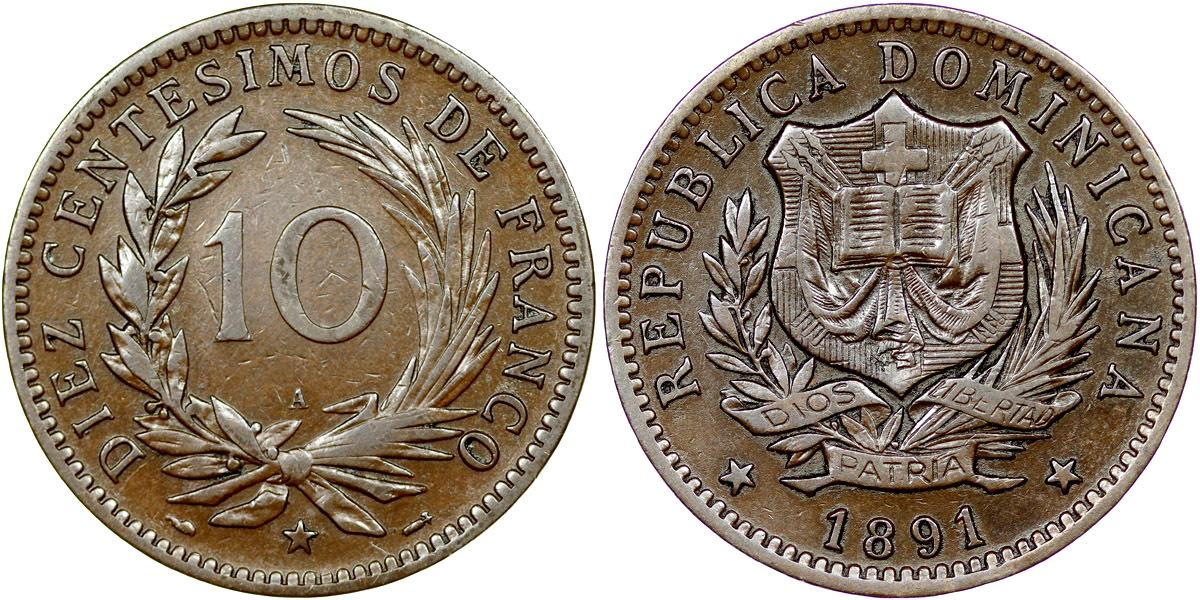
1891, 10 сентесімо
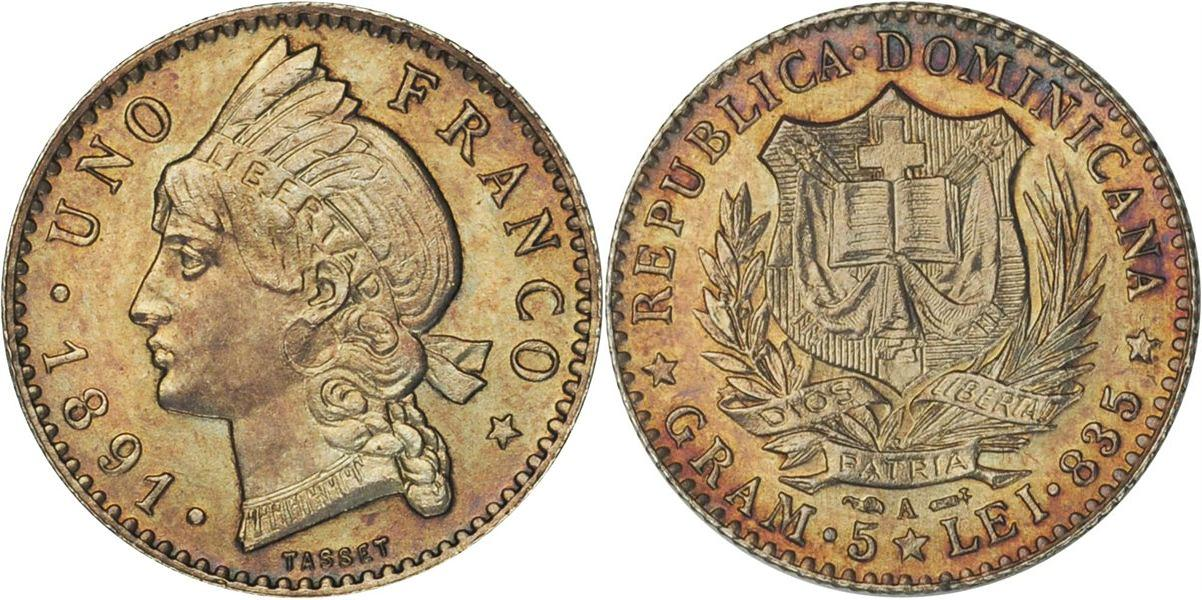
1891, 1 франк
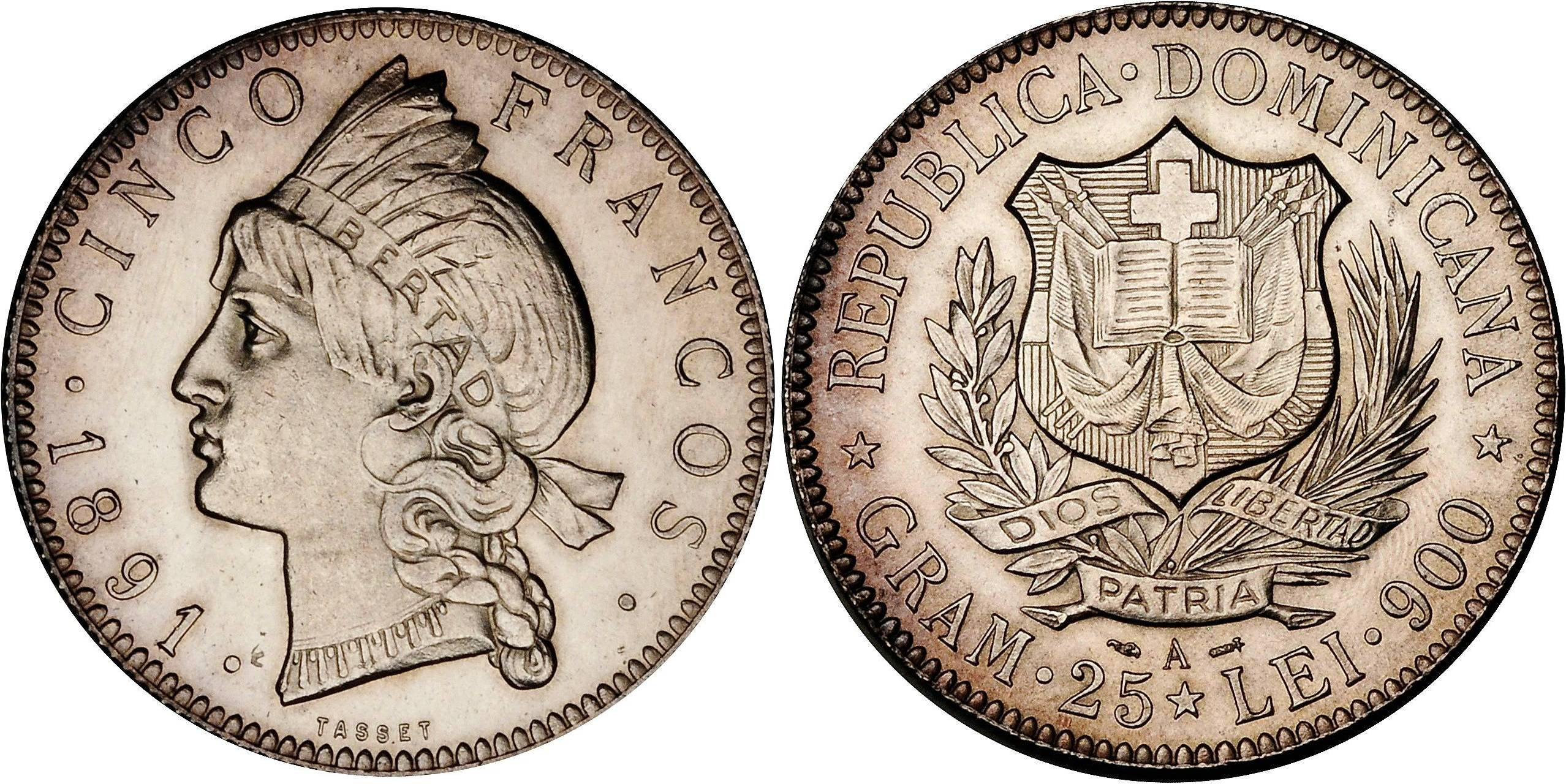
1891, 5 франків
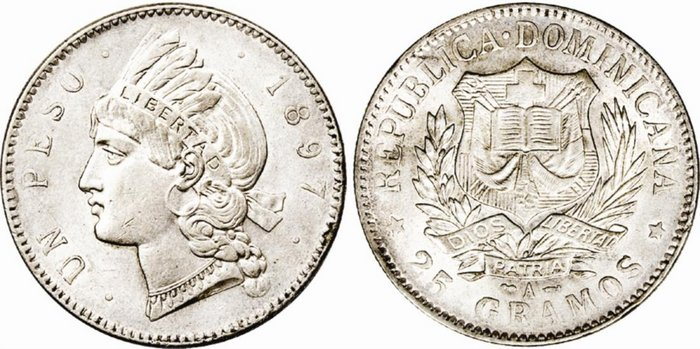
1897, 1 песо